# مسافران دره انار
مسافران دره انار فیلمی به کارگردانی  و نویسندگی یدالله نوعصری محصول سال ۱۳۷۰ است.

## بازیگران
- سیامک اطلسی
- جعفر والی
- مهری مهرنیا
- فتحعلی اویسی
- مهرانه مهین‌ترابی
- علی کوهپایه
- پرویز قزوینی
- محمود نظرعلیان
- عباس آل یاسین
- سعید ولی‌زاده
- دارا علی‌آبادی
- سیامک حلمی
- حجت بابایی
- نادر افروزه
- فاطمه صادقی
- هنگامه پناهی